# Hélène Rollès
Hélène Rollès (20 tháng 12 năm 1966) là một ca sĩ và diễn viên người Pháp. Cô được biết tới nhiều nhất qua vai diễn chính trong loạt phim truyền hình Pháp Hélène et les Garçons. Bên cạnh đó Hélène Rollès còn có một số album nhạc Pop thành công trong giai đoạn đầu thập niên 1990.

## Tiểu sử
Hélène Rollès sinh năm 1966 tại thành phố Le Mans, Pháp. Năm 12 tuổi, cô đã được chọn tham gia bộ phim Le Mouton noir (1979), một tác phẩm có sự góp mặt của Jacques Dutronc và Brigitte Fossey. Năm 1986 bước ngoặt sự nghiệp đến với Hélène khi cô được Jean-Luc Azoulay mời tham gia công ty giải trí AB Productions. Năm 1988 cô cho ra đời đĩa đơn đầu tiên Dans ses grands yeux verts, một ca khúc do Jean-Luc Azoulay sáng tác, bài hát đã bán được khoảng 100.000 bản tại thị trường Pháp và biến Hélène trở thành ngôi sao mới của làng nhạc nước này. Lập tức cô thu âm tiếp ba ca khúc khác cho bộ phim hoạt hình Nhật Bản Candy, đó là Le Noël de Candy, Dors petite Candy và La ballade de Candy.
Năm 1989 các nhà sản xuất đã cho phát hành album nhạc đầu tiên của Hélène trong đó có nhiều ca khúc đáng chú ý như Ce train qui s'en va, Sarah và Jimmy, Jimmy, album này đã không thực sự thành công về mặt thương mại tại Pháp, tuy vậy nó lại được chú ý ở châu Á và Hélène được mời tham gia các buổi biểu diễn của Dorothée ở Trung Quốc vào tháng 5 năm 1990. Bên cạnh sự nghiệp âm nhạc, Hélène còn xuất hiện trên truyền hình trong loạt chương trình cho tuổi trẻ Club Dorothée của đài TF1 và một số tập trong loạt phim truyền hình Pas de pitié pour les croissants. Về phần mình, Jean Luc Azoulay tiếp tục hỗ trợ sự nghiệp âm nhạc của Hélène bằng cách mời cô thu âm nhiều bài hát cho các bộ phim hoạt hình của Club Dorothée như Makko, Magique Tickle hay Drôle de fée. Hélène còn tham gia một vai diễn trong các vở nhạc kịch Retour à Diguedondaine và Rock'n' Twist.
Tháng 12 năm 1991, Hélène được chọn vào vai diễn Hélène Girard, một trong các vai chính của loạt hài kịch tình huống Premiers Baisers trên đài TF1. Ngay lập tức vai diễn của cô được khán giả xem truyền hình hâm mộ tới mức tháng 4 năm 1992 Jean-Luc Azoulay quyết định lập ra hẳn một loạt hài kịch tình huống mới xoay quanh nhân vật Hélène Girard lấy tên Hélène et les Garçons. Thành công nhanh chóng đến với Hélène et les Garçons khi nó được khán giả trẻ đón nhận nồng nhiệt, ước tính trong giai đoạn đỉnh cao loạt hài kịch này thu hút tới 6,5 triệu người xem mỗi tối, Hélène Rollès trở thành ngôi sao lớn nhất của giới trẻ Pháp giai đoạn 1992 đến 1995. Thành công của Hélène trên truyền hình cũng kéo theo thành công trên thị trường âm nhạc, ca khúc nhạc nền của Hélène et les Garçons do cô trình diễn là Pour l'amour d'un garçon leo tới vị trí thứ 4 trong bảng xếp hạng các ca khúc ăn khách, còn album nhạc thứ hai của cô ra đời vào cuối năm 1992 bán được tới trên 600.000 bản.
Sự nghiệp của Hélène lên tới đỉnh cao vào năm 1993 khi Hélène et les Garçons tiếp tục được hâm mộ trên kênh TF1 còn album thứ ba của cô, Je m'appelle Hélène, bán được tới 900.000 bản, riêng ca khúc Je m'appelle Hélène leo lên vị trí thứ năm của bảng xếp hạng Top 50 và cho đến nay vẫn là ca khúc thành công nhất của Hélène. Cô nổi tiếng đến mức hãng AB để quảng bá cho ca sĩ mới Anthony Dupray đã cho phát hành một ca khúc nói về Hélène với nhan đề Autour de toi, Hélène. Hélène còn được mời biểu diễn ở các sân khấu ca nhạc lớn như Zénith de Paris hay MIDEM de Cannes. Năm 1994 album thứ tư của Hélène, Le miracle de l'amour, tiếp tục là một thành công thương mại khi lượng bán ra của nó đạt 350.000 tới 700.000 bản. Từ tháng 1 cho tới tháng 3 năm 1995, Hélène thực hiện chuyến lưu diễn vòng quanh nước Pháp, Bỉ và cả Na Uy nơi cô rất được hâm mộ. Cũng trong năm này Hélène tham gia loạt hài kịch truyền hình mới Le miracle de l'amour, đây là tác phẩm thay thế cho Hélène et les Garçons đã kết thúc từ một năm trước đó, tuy không thành công được như Hélène et les Garçons nhưng loạt hài kịch truyền hình này cũng thu hút được tới 4 triệu khán giả truyền hình mỗi tối.
Tuy thành công vang dội nhưng cường độ làm việc quá nặng nề cũng bắt đầu ảnh hưởng đến Hélène, cô lả đi ngay trên sàn diễn trong buổi biểu diễn đầu tiên của cô tại Cung thể thao Paris-Bercy. Tình trạng sức khỏe khiến Hélène phải rút lui dần khỏi loạt hài kịch Le Miracle de l'amour cũng như các dự án truyền hình khác. Danh tiếng của cô vì thế cũng dần sụt giảm trong giới trẻ Pháp. Tháng 12 năm 1995 album thứ năm của Hélène với tựa đề Toi...Emois chỉ bán được 80.000 bản. Cô tiếp tục tham gia album A force de solitude vào năm 1997 rồi rút lui hẳn khỏi làng giải trí Pháp.
Tới năm 2003 Hélène quay lại làng nhạc với đĩa đơn Que du vent, cô đồng thời cũng tham gia một vai diễn nhỏ trong bộ phim Exit của đạo diễn Olivier Megaton và do Luc Besson sản xuất. Loạt hài kịch Vacances de l'amour, phần cuối trong bộ ba Hélène et les Garçons cũng chứng kiến sự quay trở lại của Hélène. Tuy vậy cô vẫn giữ cho mình một đời sống riêng kín đáo, tránh xa báo chí và truyền hình Pháp và vai trò một ngôi sao như thời gian trước kia.

## Danh sách tác phẩm

### Phim đã đóng
| Năm                          | Phim                              | Ghi chú                                |
| ---------------------------- | --------------------------------- | -------------------------------------- |
| 1979                         | Le Mouton noir                    | Phim điện ảnh của Jean-Pierre Moscardo |
| Tháng 12 1991 - tháng 4 1992 | Premiers Baisers                  | Phim truyền hình                       |
| 1991                         | Un chagrin d'amour (Les inconnus) | Hài kịch                               |
| Tháng 4 1992 - tháng 11 1994 | Hélène et les Garçons             | Phim truyền hình                       |
| Tháng 2 1995 - tháng 8 1996  | Le Miracle de l'amour             | Phim truyền hình                       |
| 2000                         | Exit                              | Phim điện ảnh của Olivier Megaton      |
| 2000 - 2004                  | Les Vacances de l'amour           | Phim truyền hình                       |

### Album nhạc
| Năm  | Album                            | Ghi chú              |
| ---- | -------------------------------- | -------------------- |
| 1989 | Hélène: Ce train qui s'en va     | Bán được 100.000 bản |
| 1992 | Hélène: Pour l'amour d'un garçon | Bán được 600.000 bản |
| 1993 | Hélène: Je m'appelle Hélène      | Bán được 900.000 bản |
| 1994 | Hélène: Le miracle de l'amour    | Bán được 350.000 bản |
| 1995 | Hélène: Toi... émois             | Bán được 80.000 bản  |
| 1997 | Hélène: A force de solitude      | Bán được 45.000 bản  |